# 지니어스 파티
지니어스 파티(Genius Party, 일본어: ジーニアス・パーティ)는 STUDIO 4℃의 단편 애니메이션 12편으로 구성된 두 편의 선집 영화이다.

## 출시
7개의 단편으로 구성된 제1권은 지니어스 파티라는 제목으로 2007년 7월 7일에 출시되었다. 5개의 단편으로 구성된 제2권은 지니어스 파티 비욘드(Genius Party Beyond)라는 제목으로 2008년 2월 15일에 출시되었다. 선집의 각 단편에는 독특한 애니메이션이 있다. 유아사 마사아키, 카와모리 쇼지, 와타나베 신이치로, 마에다 마히로 등 감독들의 독특한 스토리와 스타일이 돋보이는 작품이다. GKIDS와 샤우트 팩토리는 2019년 10월 15일 블루레이로 두 권 모두 출시되었다.

## 같이 보기
- 아니*크리15
- 일본 애니메(이터) 견본시
- 로봇 카니발
- 젋은 애니메이터 육성 프로젝트